# Capacidades dinámicas
Una capacidad dinámica  es el potencial de la empresa para resolver sistemáticamente los problemas, formado por lo propenso a tener oportunidades y amenazas, para tomar decisiones oportunas, orientadas al mercado, y para cambiar su base de recursos." Este es la más reciente y completa definición, la integración de la mayoría de las investigaciones pasadas dispersas sobre el tema.

## Procesos

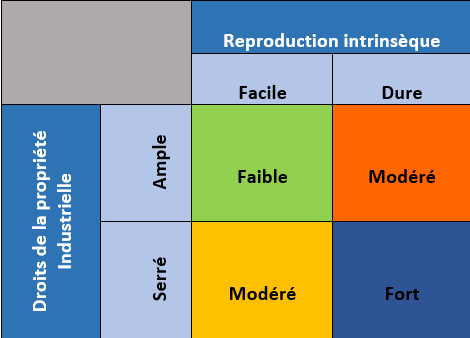
Gráfica en francés de las capacidades dinámicas

Tres capacidades dinámicas son necesarias para afrontar los nuevos retos. 
1.- Organizaciones y sus empleados necesitan la capacidad de aprender rápidamente y construir activos estratégicos. 
2.-Nuevos activos estratégicos, como la capacidad de retroalimentación, la tecnología y los clientes tienen que ser integrados dentro de la empresa. 
3.- Activos estratégicos existentes se deben de encontrar en un dinámico proceso de transformación y reconfiguración.

## Aprendizaje
El aprendizaje requiere códigos comunes de comunicación y procedimientos coordinados de búsqueda. 
El conocimiento de la organización reside en generar nuevos patrones de actividad, en "rutinas", o una nueva lógica de organización. 
Las rutinas son patrones de interacciones que representan soluciones exitosas a problemas particulares. Estos patrones de interacción son residentes en el comportamiento del grupo y algunas subrutinas pueden ser residentes en el comportamiento individual. 
Colaboraciones y alianzas pueden ser una fuente para el aprendizaje organizacional nueva que ayuda a las empresas a reconocer rutinas disfuncionales y evitar los puntos ciegos estratégicos. 
Al igual que en el aprendizaje, la creación de activos estratégicos es otra capacidad dinámica. Por ejemplo, la alianza y la adquisición de rutinas puede permitir a las empresas la generación de nuevos activos estratégicos en la empresa por parte de fuentes externas.

## Nuevos activos
La coordinación interna eficaz y eficiente y la integración de los activos estratégicos también pueden determinar el rendimiento de una empresa. 
Según Garvin (1988) un rendimiento de calidad se debe a las rutinas organizativas especiales para la recolección y procesamiento de la información, para vincular la experiencia del cliente con opciones de diseño de ingeniería y de la coordinación de las fábricas y los proveedores de los componentes. 
Ventajas cada vez más competitivas requieren también la integración de las actividades externas y las tecnologías, por ejemplo en forma de alianzas y empresas virtuales. 
Zahra y Nielsen (2002) muestran que los recursos humanos internos y externos y los recursos tecnológicos están relacionados con la comercialización de tecnología.

## La transformación de los activos existentes
La rápida evolución de los mercados requiere la capacidad de reconfigurar la estructura de la empresa y de sus activos, para llevar a cabo la necesaria transformación interna y externa (Amit y Schoemaker, 1993). 
El cambio es costoso y, por lo tanto, las empresas deben desarrollar procesos para detectar cambios de bajo costo.
 La capacidad de cambio depende de la capacidad de explorar el entorno, para evaluar los mercados y para llevar a cabo rápidamente la reconfiguración y transformación delante de la competencia. Esto puede ser apoyado por la descentralización, la autonomía local y las alianzas estratégicas.